# 이종석의 작품 목록

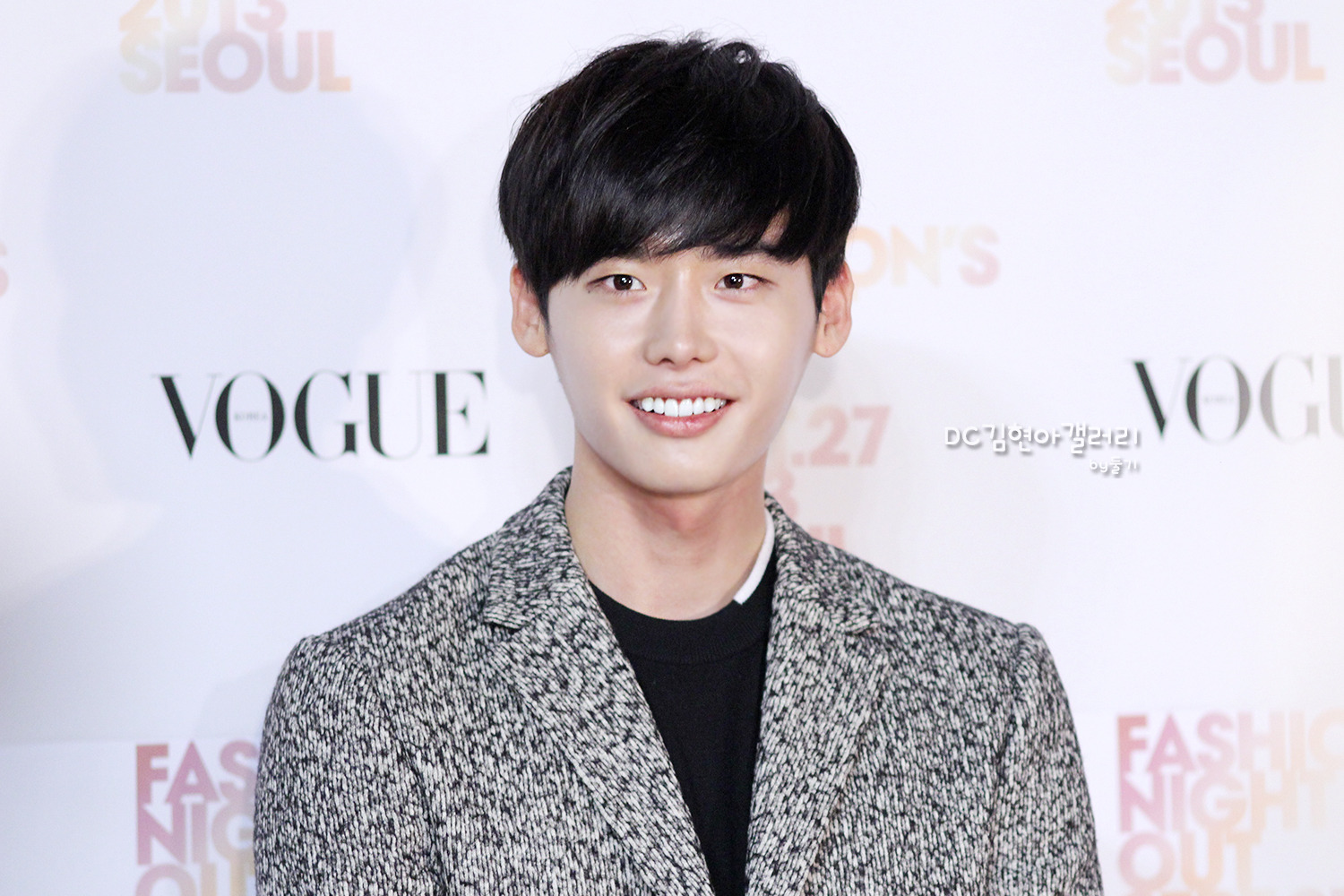
2013년 9월 27일 보그 패션 나잇 아웃에서 이종석.

다음은 대한민국의 배우 이종석의 작품 목록이고, 소속사는 하이지음스튜디오다.

## 필모그래피

### 영화
| 연도 | 제목                          | 역할   | 비고                                     |
| ---- | ----------------------------- | ------ | ---------------------------------------- |
| 2005 | 《시대교감》                  | 이한솔 | 독립 영화 (한서대학교 영상연출학과 단편) |
| 2010 | 《귀》                        | 백현욱 | 옴니버스 영화 (seg. 부르는 손)           |
| 2012 | 《코리아》                    | 최경섭 |                                          |
| 2012 | 《R2B: 리턴투베이스》         | 지석현 |                                          |
| 2013 | 《관상》                      | 김진형 |                                          |
| 2013 | 《노브레싱》                  | 정우상 |                                          |
| 2014 | 《피끓는 청춘》               | 강중길 |                                          |
| 2017 | 《브이아이피》                | 김광일 |                                          |
| 2022 | 《마녀 Part2. The Other One》 | 장     | 특별출연                                 |
| 2022 | 《데시벨》                    | 전태성 |                                          |

### 드라마
- 2009년 SBS 월화드라마 《드림》 ... 학원생 역 (1회, 단역)
- 2010년 SBS 드라마 스페셜 《검사 프린세스》 ... 이우현 역
- 2010년 ~ 2011년 SBS 주말 특별기획 《시크릿 가든》 ... 썬 (한태선) 역
- 2012년 KBS2 단막극 《KBS 드라마 스페셜 - 《내가 가장 예뻤을 때 편》》 ... 윤정혁 역
- 2012년 ~ 2013년 KBS2 월화드라마 《학교 2013》 ... 고남순 역
- 2013년 SBS 드라마 스페셜 《너의 목소리가 들려》 ... 박수하 역
- 2014년 SBS 월화드라마 《닥터 이방인》 ... 박훈 역
- 2014년 ~ 2015년 SBS 드라마 스페셜 《피노키오》 ... 최달포 (기하명) 역
- 2016년 중국 소후TV & SBS 주말 특별기획 웹 드라마 《고호의 별이 빛나는 밤에》 ... 송대기 역 (5화, 특별출연)
- 2016년 MBC 수목드라마 《W》 ... 강철 역
- 2016년 ~ 2017년 MBC 수목드라마 《역도요정 김복주》 ... 종석 역 (2회, 특별출연)
- 2017년 SBS 드라마 스페셜 《당신이 잠든 사이에》 ... 정재찬 역
- 2017년 중국 안후이 TV 특별기획 드라마 《비취연인(翡翠恋人)》 ... 바이뤄한 (白洛寒) 역
- 2018년 SBS 6부작 월화드라마 《사의 찬미》 ... 김우진 역
- 2019년 tvN 토일드라마 《로맨스는 별책부록》 ... 차은호 역
- 2022년 MBC 금토드라 《빅마우스》 ... 박창호 역
- 2025년 tvN 토일드라마 《서초동》 ... 안주형 역
- 2026년 디즈니+ 오리지널 《재혼황후》 ... 하인리 역

### 시트콤
- 2011년 MBC 저녁 일일시트콤 《하이킥! 짧은 다리의 역습》 ... 안종석 역
- 2013년 ~ 2014년 tvN 월,화,수,목 시트콤 《감자별 2013QR3》 ... 종석 역 (15회, 특별출연)

## 모델 경력
| 연도   | 패션쇼명                                    | 디자이너명                                                                     |
| ------ | ------------------------------------------- | ------------------------------------------------------------------------------ |
| 2005년 | 《2005/2006 F/W 서울컬렉션》                | 이진윤                                                                         |
| 2005년 | 《숙명여자대학교 졸업 패션쇼》              |                                                                                |
| 2005년 | 《광주 디자인 비엔날레》                    | 장광효                                                                         |
| 2005년 | 《2006 S/S 서울컬렉션》                     | 이진윤, 장광효                                                                 |
| 2006년 | 《2006/2007 F/W 서울컬렉션》                | 김규식, 박종철, 손성근, 이영준, 이진윤, 장광효                                 |
| 2006년 | 《2007 S/S 서울컬렉션》                     | 곽현주, 김규식, 박종철, 손성근, 이주영, 이진윤, 장광효, 한상혁, 한승수 외 다수 |
| 2006년 | 《제23회 코리아 베스트 드레서》             | 김영세                                                                         |
| 2007년 | 《2007 S/S 리바이스 쇼》(P/T)               |                                                                                |
| 2007년 | 《2007/2008 F/W 서울컬렉션》                | 곽현주, 김규식, 박성철, 박종철, 박혜린, 한상혁, 홍은주 외 다수                 |
| 2007년 | 《2007/2008 F/W 스프리스 쇼》               |                                                                                |
| 2007년 | 《건국대학교 졸업 패션쇼》                  |                                                                                |
| 2007년 | 《동덕여자대학교 졸업 패션쇼》              |                                                                                |
| 2007년 | 《2008 S/S 서울컬렉션》                     | 김규식                                                                         |
| 2008년 | 《2008/2009 F/W Habenormal 패션쇼》         | 박소영, 염미                                                                   |
| 2008년 | 《2008/2009 F/W BON 단독 컬렉션》           | 한상혁                                                                         |
| 2008년 | 《상명대학교 졸업 패션쇼》                  |                                                                                |
| 2008년 | 《2009 S/S 서울컬렉션》                     | 고태용, 곽현주, 김시양, 송혜명                                                 |
| 2009년 | 《2009/2010 F/W SFAA》                      | 한혜자                                                                         |
| 2009년 | 《2009/2010 F/W 서울컬렉션》                | 고태용, 곽현주, 박성철, 박혜린, 이영준, 이현찬                                 |
| 2009년 | 《강남 패션 페스티벌》                      | 김규식                                                                         |
| 2009년 | 《2010 S/S 서울컬렉션》                     | 강동준, 고태용, 곽현주, 박성철, 이현찬                                         |
| 2010년 | 《2010/2011 F/W 서울컬렉션》                | 박성철, 정두영, 최범석                                                         |
| 2010년 | 《2011 S/S 서울컬렉션》                     | 고태용, 김석원, 박성철, 정두영, 최범석                                         |
| 2013년 | 《2013/2014 F/W SOLID HOMME 25주년 컬렉션》 | 우영미                                                                         |

## 음반
| 연도   | 곡명          | 음반명                         |
| ------ | ------------- | ------------------------------ |
| 2017년 | 내게 와       | 당신이 잠든 사이에 OST Part.9  |
| 2017년 | 그대는 알까요 | 당신이 잠든 사이에 OST Part.12 |

## 뮤직 비디오
| 연도   | 가수명 | 곡명                      |
| ------ | ------ | ------------------------- |
| 2009년 | 2NE1   | I Don't Care              |
| 2011년 | 치치   | 장난치지마                |
| 2012년 | 니콜   | Lost                      |
| 2015년 | 정엽   | My Valentine              |
| 2016년 | 다비치 | 받는 사랑이 주는 사랑에게 |

## 방송

### 텔레비전 프로그램
| 연도   | 방송사     | 제목                                        | 역할      | 방송 기간 | 비고                       |
| ------ | ---------- | ------------------------------------------- | --------- | --------- | -------------------------- |
| 2005년 | SBS        | 《진실게임》                                | 게스트    |           | 262회, 데뷔 전             |
| 2005년 | MBC        | 《일밤 : 돌아온 몰래카메라》                | 빈칸      |           | 8회, 데뷔 전               |
| 2009년 | Mnet       | 《하늘에서 남자들이 비처럼 내려와》         | 빈칸      |           | 13회, 데뷔 전              |
| 2011년 | SBS        | 《강심장》                                  | 게스트    |           | 63회, 64회                 |
| 2012년 | KBS2       | 《해피투게더 3》                            | 게스트    |           | 245회                      |
| 2012년 | SBS        | 《강심장》                                  | 게스트    |           | 131회, 132회               |
| 2012년 | KBS2       | 《해피투게더 3》                            | 게스트    |           | 260회                      |
| 2012년 | MBC every1 | 《싱글즈 트렌드 메이커》                    | 빈칸      |           | 4회                        |
| 2012년 | SBS        | 《인기가요》                                | MC        |           | 675회 ~ 699회              |
| 2012년 | MBC        | 《우리 결혼했어요》                         | 특별 출연 |           | 147회, 목소리 출연         |
| 2012년 | KBC        | 《제9회 충장축제 아이돌 콘서트》            | MC        |           |                            |
| 2012년 | SBS        | 《2012 사랑나눔 콘서트》                    | MC        |           |                            |
| 2012년 | KBS2       | 《KBS 연기대상》                            | MC        | 12월 31일 | 유준상, 윤여정과 공동 진행 |
| 2013년 | SBS        | 《일요일이 좋다 : 런닝맨》                  | 게스트    |           | 138회                      |
| 2013년 | QTV        | 《Real Mate in 호주 케언즈, 이종석&김종현》 | 고정 출연 |           | 리얼리티 여행 방송         |
| 2013년 | SBS        | 《화신 - 마음을 지배하는 자》               | 게스트    |           | 16회                       |
| 2014년 | Mnet       | 《레인 이펙트》                             | 게스트    |           | 5회                        |
| 2014년 | SBS        | 《일요일이 좋다 : 런닝맨》                  | 게스트    |           | 181회                      |
| 2015년 | 후난위성TV | 《쾌락대본영(快乐大本营)》                  | 게스트    |           | 9월 12일                   |
| 2016년 | SBS        | 《일요일이 좋다 : 판타스틱 듀오》           | 특별 출연 |           | 27회, VCR 출연             |
| 2017년 | MBC        | 《나 혼자 산다》                            | 특별 출연 |           | 188회                      |
| 2017년 | tvN        | 《삼시세끼》                                | 게스트    |           | 바다목장편 8, 9, 12회      |
| 2018년 | SBS        | 《운인가 능력인가 공정성 전쟁》             | 내레이션  |           |                            |

### 라디오 프로그램
| 연도   | 방송사  | 프로그램명                 | 비고      |
| ------ | ------- | -------------------------- | --------- |
| 2013년 | KBS 2FM | 《유인나의 볼륨을 높여요》 | 10월 31일 |

## 광고
| 연도            | 기업명                     | 브랜드명 (제품명)                         | 국가           |
| --------------- | -------------------------- | ----------------------------------------- | -------------- |
| 2009년          | MYMUI                      | MYMUI                                     | 대한민국       |
| 2009년          | 리바이스 코리아            | 리바이스                                  | 대한민국       |
| 2009년          | (주)아이비클럽             | 아이비클럽                                | 대한민국       |
| 2011년          | (주)엠케이트렌드           | TBJ                                       | 대한민국       |
| 2011년          | 한국P&G                    | SK-II 피테라 에센스                       | 대한민국       |
| 2011년          | 더바디샵                   | 더바디샵 화이트 머스크                    | 대한민국       |
| 2011년          | 메이크업 포에버            | 루즈 아티스트 내추럴                      | 대한민국       |
| 2011년          | 한국로레알                 | 비오템 옴므 티쀼르                        | 대한민국       |
| 2011년          | 스코노 코리아              | 스코노                                    | 대한민국       |
| 2011년          | 이지오인터내셔날           | EZIO                                      | 대한민국       |
| 2012년 ~ 2013년 | (주)잠뱅이                 | 잠뱅이                                    | 대한민국       |
| 2012년          | 테트라팩 코리아            | 상온우유 캠페인                           | 대한민국       |
| 2013년 ~ 2014년 | 아식스 코리아              | G1                                        | 대한민국       |
| 2013년 ~ 2014년 | NHN엔터테인먼트            | 포코팡                                    | 대한민국       |
| 2013년 ~ 2014년 | SK플래닛                   | OK캐쉬백                                  | 대한민국       |
| 2013년 ~ 2015년 | (주)스킨푸드               | 스킨푸드                                  | 대한민국       |
| 2013년          | 오비맥주                   | 카스 후레쉬                               | 대한민국       |
| 2013년          | 농심                       | 새우깡                                    | 대한민국       |
| 2013년          | Coffee & BIATTI            | Coffee & BIATTI                           | 대한민국       |
| 2013년          | 동아오츠카                 | 나랑드 사이다                             | 대한민국       |
| 2013년          | (주)인디에프               | 트루젠                                    | 대한민국       |
| 2013년          | KT                         | olleh All-IP                              | 대한민국       |
| 2013년          | 세이브더칠드런             | 신생아 살리기 모자뜨기 캠페인 시즌7       | 대한민국       |
| 2013년          | 한국스탠다드차타드은행     | 착한 도서관 프로젝트 시즌3                | 대한민국       |
| 2014년 ~ 2015년 | MILKCOW                    | MILKCOW                                   | 대한민국       |
| 2014년 ~ 2015년 | 게스 코리아                | G BY GUESS                                | 대한민국       |
| 2014년 ~ 2015년 | Oakley                     | Oakley                                    | 대한민국       |
| 2014년 ~ 2016년 | (주)락앤락                 | 락앤락 텀블러                             | 아시아 퍼시픽  |
| 2014년 ~ 2016년 | (주)션마(森馬)             | 森馬                                      | 중화인민공화국 |
| 2015년          | 호텔신라                   | 신라면세점                                | 대한민국       |
| 2015년          | (주)밀레                   | 밀레 아웃도어                             | 대한민국       |
| 2015년          | 삼성물산 패션부문          | 엠비오                                    | ·              |
| 2015년          | 제너시스                   | BBQ 치킨                                  | ·              |
| 2015년          | 광동제약                   | 썬키스트 자몽소다                         | 대한민국       |
| 2016년          | (주)세원아이티씨           | VEDI VERO                                 | 대한민국       |
| 2016년 ~ 2017년 | PROYA                      | 햅소드                                    | ·              |
| 2016년 ~ 2017년 | 공차 코리아                | 공차                                      | 대한민국       |
| 2016년          | 롯데그룹                   | 롯데면세점                                | 아시아 퍼시픽  |
| 2017년 ~ 2018년 | 한국관광공사               | 판타지 코리아 '8개의 한국, 8개의 여행' 편 | 아시아 퍼시픽  |
| 2017년          | 쌤소나이트 코리아          | 쌤소나이트 레드                           | 아시아 퍼시픽  |
| 2017년          | 신원                       | SIEG FAHRENHEIT                           | 대한민국       |
| 2017년          | (주)에스디생명공학         | celebeau                                  | 대한민국       |
| 2018년          | 카카오게임즈, 액토즈소프트 | 드래곤네스트M for kakao                   | 대한민국       |
| 2018년          | LG생활건강                 | 숨 37도                                   | 아시아 퍼시픽  |
| 2018년          | 틱톡                       | TikTok                                    |                |
| 2018년          | CJENM오쇼핑                | 씨이앤(Ce&)                               |                |

## 화보
| 연도   | 발행월 | 목록                                                                          |
| ------ | ------ | ----------------------------------------------------------------------------- |
| 2007년 | 4월    | 애니                                                                          |
| 2007년 | 8월    | BAZAAR                                                                        |
| 2011년 | 1월    | SEHEN, Vogue Girl                                                             |
| 2011년 | 2월    | Cosmopolitan, ELLE Girl, InStyle, Vogue Girl, 옥션 Top7 스타일리스트 프로젝트 |
| 2011년 | 3월    | BAZAAR                                                                        |
| 2011년 | 6월    | OhBoy!                                                                        |
| 2011년 | 8월    | CeCi                                                                          |
| 2012년 | 1월    | THE BIG ISSUE                                                                 |
| 2012년 | 2월    | 1st Look, InStyle                                                             |
| 2012년 | 3월    | CeCi, NYLON, SURE, Vogue Girl                                                 |
| 2012년 | 4월    | GQ Korea, HIGH CUT                                                            |
| 2012년 | 5월    | ELLE Girl                                                                     |
| 2012년 | 7월    | Singles                                                                       |
| 2012년 | 8월    | 씨네21                                                                        |
| 2012년 | 9월    | NYLON, SURE                                                                   |
| 2012년 | 10월   | J Style Magazine                                                              |
| 2012년 | 12월   | CeCi                                                                          |
| 2013년 | 1월    | Vogue Girl                                                                    |
| 2013년 | 2월    | CAMPUS10, 스타일조선, 여성중앙                                                |
| 2013년 | 3월    | BAZAAR, CeCi, NYLON, Vogue Girl, 앳스타일                                     |
| 2013년 | 4월    | Marie Claire, STARAZ                                                          |
| 2013년 | 5월    | ELLE, K-Wave                                                                  |
| 2013년 | 6월    | Singles, Vogue Girl, W Korea                                                  |
| 2013년 | 8월    | HIGH CUT, ASTA TV                                                             |
| 2013년 | 9월    | NYLON, Singles                                                                |
| 2013년 | 10월   | CeCi, Cosmopolitan BIFF Special, Vogue Korea, 매거진 M                        |
| 2013년 | 11월   | 앳스타일                                                                      |
| 2013년 | 12월   | ELLE Men, GEEK, THE STAR, W Korea                                             |
| 2014년 | 1월    | HIGH CUT, 매거진 M, 씨네21                                                    |
| 2014년 | 2월    | CeCi                                                                          |
| 2014년 | 3월    | Esquire, STARAZ, topclass                                                     |
| 2014년 | 4월    | DAZED & CONFUSED Korea, Marie Claire                                          |
| 2014년 | 5월    | CeCi, HIGH CUT                                                                |
| 2014년 | 6월    | ASTA TV                                                                       |
| 2014년 | 9월    | InStyle MEN                                                                   |
| 2014년 | 10월   | CeCi 20th Anniversary Special Edition, GQ Korea, NYLON                        |
| 2015년 | 3월    | Marie Claire                                                                  |
| 2015년 | 4월    | Esquire, InStyle                                                              |
| 2015년 | 6월    | Allure Korea                                                                  |
| 2015년 | 7월    | 앳스타일                                                                      |
| 2015년 | 12월   | Marie Claire                                                                  |
| 2016년 | 1월    | HIGH CUT                                                                      |
| 2016년 | 3월    | 버버리 아트 오브 더 트렌치 서울                                               |
| 2016년 | 5월    | Vogue Taiwan                                                                  |
| 2016년 | 6월    | CeCi, GQ Taiwan                                                               |
| 2016년 | 7월    | ARENA HOMME+                                                                  |
| 2016년 | 8월    | W Korea                                                                       |
| 2016년 | 9월    | HIGH CUT                                                                      |
| 2016년 | 10월   | L'Officiel Hommes, InStyle                                                    |
| 2016년 | 11월   | CeCi, DAZED & CONFUSED Korea                                                  |
| 2016년 | 12월   | Cosmopolitan                                                                  |
| 2017년 | 3월    | L'Officiel Hommes                                                             |
| 2017년 | 4월    | Men's UNO                                                                     |
| 2017년 | 8월    | 씨네21, 매거진 M, HIGH CUT                                                    |
| 2017년 | 9월    | Vogue Korea                                                                   |
| 2017년 | 11월   | Esquire                                                                       |

- SHAPE, 앨리스, 유행통신 그 외 다수

## 사회 활동

### 기부
| 연도   | 기부활동                                                                                  |
| ------ | ----------------------------------------------------------------------------------------- |
| 2012년 | THE BIG ISSUE - 표지모델 초상권 기부                                                      |
| 2013년 | KBS2《학교 2013》특집 방송 '학교에 가자' - 출연료 기부                                    |
| 2013년 | Vogue Girl - 제4회 핑크 윙즈 캠페인                                                       |
| 2013년 | 굿웨이위드어스 - 신당동 희망의 집을 만들어 주세요 프로젝트                                |
| 2013년 | 세이브더칠드런 - 신생아 살리기 모자뜨기 캠페인 시즌7                                      |
| 2013년 | 한국스탠다드차타드은행 - 착한 도서관 프로젝트 시즌3                                       |
| 2013년 | 사회복지공동모금회, 동아일보 - '병마에 시달리는 저소득층에 생명의 손길을' 캠페인          |
| 2016년 | UNICEF, 라인프렌즈 - UNICEF 착한상품 '라인X유니세프 브라운 에디션 인형' 화보              |
| 2016년 | UNICEF - 국내외 소외계층 어린이 지원을 위해 2억원 기부                                    |
| 2016년 | 세이브더칠드런 - 아동 폭력 반대 'PLEASE STOP : SAVE OUR CHILDREN' 캠페인 수익금 전액 기부 |
| 2016년 | 한국백혈병소아암협회 - 소아암 환아 수술비 지원을 위해 9,140,000원 기부                    |
| 2018년 | 굿네이버스 - 위기가정 아동 지원을 위해 1억원 기부                                         |

## 홍보대사
| 연도   | 홍보대사                                                   |
| ------ | ---------------------------------------------------------- |
| 2011년 | 건국대학교 홍보대사                                        |
| 2011년 | 제13회 대학생 경제유니버시아드 홍보대사                    |
| 2012년 | 경기안산항공전 홍보대사                                    |
| 2013년 | 한국스탠다드차타드은행 착한 도서관 프로젝트 시즌3 홍보대사 |
| 2015년 | 중국 충칭 한국문화페스티벌 홍보대사                        |
| 2017년 | 한국관광공사 한국관광 명예홍보대사                         |

## 같이 보기
- 이종석의 수상 및 후보 목록